# Lachnum sydowii
Lachnum sydowii är en svampart som tillhör divisionen sporsäcksvampar, och som beskrevs av Richard William George Dennis. Lachnum sydowii ingår i släktet Lachnum, och familjen Hyaloscyphaceae. Arten är reproducerande i Sverige.